# Сокол Бачи
Сокол Бачи (алб. Sokol Baci; 1837—1920) — вождь Груды, северного албанского племени в окрестностях Подгорицы (ныне Черногория). Первоначально он служил османскому султану в его личной гвардии, но перешел на другую сторону после того, как с ним плохо обращались, и сражался с османскими войсками в санджаке Скутари. После того, как его клан был побежден и покорен, он был сослан и искал убежища в Черногории, хотя ранее он воевал против них в 1870-х годах и жил в Подгорице примерно с 1884 года. Князь Черногории Николай I признал его статус и нанял его. Он был одним из руководителей Албанского восстания 1911 года, наряду с такими вождями, как Дед Гьон Лули, Мехмет Шпенди, Мираш Лука и Луидь Гуракуки. В 1912 году все племена Груда и Хоти, а также большая часть племен Кастрати, Шкрели и Кельменди поддержали Черногорию во время Балканских войн. В 1913 году был признан командиром Скутари королем Черногории Николаем I.

## Биография

### Ранняя жизнь
Сокол Бачи Ивезай был сыном Баца, поэтому его наиболее часто используемое имя — (Сокол Бачи), и он принадлежал к семье Пречай из братства Ивезай в Груде. Братство Ивезай утверждало, что они были потомками Ивезы, сына некоего Вуксана Гелы (также пишется Вуксан Геля), который якобы происходил из Сумы, ниже Шкодера.
В юности Сокол был взят османскими властями для обучения и воспитания в Стамбуле. Благодаря своему уму и спортивным способностям Сокол был выбран для поступления в военную академию Университета Сорбонны в Париже. В результате многих сражений, которые он сражался на стороне османов, он был в конечном итоге выбран, наряду с пятью другими молодыми людьми с высоким положением, для личного телохранителя султана.
В 1877 году во время сербско-турецкой и русско-турецкой войн, находясь в отпуске на родине, поступил приказ о разоружении северных албанских племен («малиссори») . Груда отказался подчиниться, и отказываясь быть предателем своего народа, он повел свой клан в битве против османских сил. Ему удалось обезглавить двух высокопоставленных османских офицеров, однако клан потерпел поражение, и он был вынужден бежать . Он стал беглецом и преступником в изгнании в Черногории, против которого он ранее боролся в 1870-х годах. Он укрылся с племенем своей жены в Затриебаче, который был аннексирован Черногорским княжеством после черногорско-османской войны. Бачи стал черногорским агентом среди албанцев-католиков. Он начал сотрудничество через воеводу Машо Врбицу, министра внутренних дел. Бачи проинформировал Врбицу о политической приверженности албанцев и передвижении османских войск в Малезии. Документ французского консульства в Шкодере от 21 сентября 1879 года показывает, что Сокол Бачи и другие вожди Хоти и Груды представили великим державам меморандум с просьбой не уступать их земли Черногории.
Князь Николай Черногорский признал его, дал ему дом и землю и нанял его в черногорское правительство для северных албанских дел. После 1883 года дипломатия князя Николая с Малиссори в основном проходила через Сокол Бачи. Черногорский документ от ноября 1891 года со списком герцеговинских и албанских лидеров показал, что Сокол Бачи получал самую крупную плату от черногорского правительства: 540 флоринов и 967 мер муки ежегодно за свою службу. В середине июля 1902 года Сокол Бачи дал князю Николаю список малиссорских вождей и их сопровождающим, которым по приказу князя было выдано 1190 флоринов. Сокол Бачи финансировал строительство католической церкви в Подгорице в 1904 году (которая была разрушена во время бомбардировки в мае 1944 года). Сокол Бачи ненадолго вернулся в Груду после присоединения младотурецкого режима к османскому правительству в 1908 году, но возникли проблемы, и он вернулся в Подгорицу.

### 1911—1913 годы
Среди лидеров Албанского восстания 1911 года, обративших свое оружие и кланы против османов, был «… интеллигентный Сокол Бачи» (из Груды). Среди других лидеров: Мираш Лука (из Кастрати); Дед Гьо Лули (из Хоти); Тон Ника (из Шкрели); Мехмет Шпенди (из Шалы); Люк Марк Гьелоши из Селцы, Мираш Пали и Фран Пали (из Никчи), а также интеллектуал Луидж Гуракуки, среди прочих. Ранее засекреченный разведывательный документ Министерства иностранных дел Великобритании указывает на то, что Сокол Бачи вместе с Дедом Гьо Лули и Мирашем Лукой были главными зачинщиками албанского восстания 1911 года. В нем Сокол Бачи описывается как «человек с некоторой культурой и очень значительным интеллектом». Во время албанского восстания 1911 года «он с большим умением организовал службу снабжения повстанцев» . Соколу, очень уважаемому соплеменниками, Никола поручил убедить албанских католиков переселиться в Черногорию, пообещав им, что, если они восстанут против турок, их жены и дети получат приют и защиту, пока их земля не будет освобождена от турок, и что они должны получить достаточное количество оружия и боеприпасов. Сам Никола пообещал соплеменникам независимость. Сокол был простодушным стариком. Позднее он и его семья горько раскаивались в том, как они позволили себе стать кошачьими лапами.
24 июня 1911 года османский министр в Черногории Саддридин-бей прибыл для переговоров с Малиссори и пообещал продление перемирия и увеличение денежной компенсации; Однако Сокол Бачи призвал Малиссори не сдаваться, сказав: «Где европейская гарантия?». В 1912 году племена Груда и Хоти объединились с Черногорией, а поддержку оказала также большая часть племен Кастрати и Шкрели, а также часть племени Кельменди.
По словам исследовательницы Албании Эдит Дарем, в 1912 году Черногория упорно трудилась, чтобы возвысить малиссори в обмен на оружие и свободу, и они верили заявленному намерению Черногории «освободить своих братьев» . Во время своей военной переписки зимой 1913 года Дарем подробно описывает свой разговор с Соколом Бачи и его сыном Коле Соколи, которые заявили, что боролись за освобождение Албании от турок-османов. После завоевания Черногорией Скутари (1913 г.) Николай I назначил Сокола Бачи командующим (воеводой) и бригадиром Скутари. Когда Сокола поздравили с назначением, он ответил: «Кто не видит сквозь экран, пусть глаза вывалятся!» 26 мая 1913 года 130 лидеров Груды, Хоти, Кельменди, Кастрати и Шкрели направили Сесилу Бёрнею в Шкодер петицию против присоединения их территорий к Черногории. Сокол порвал связи с Николаем I и жил в Шкодере до конца своей жизни. 14 ноября 1918 года Луидь Гуракуки, Антон Харапи и Гергь Фишта возглавил вождей Хоти и Груды в походе из Черногории в Шкодер, где они представили меморандум французскому полковнику Барди де Фуртону. Меморандум был адресован министрам иностранных дел в Вашингтоне, Лондоне, Париже и Риме с просьбой об объединении Хоти и Груды с Албанией, подписанный руководителями Груды, в том числе ближайшими двоюродными братьями Сокола, Деде Ника Ивезай, Зеф Мартини Ивезай, Мираш Хаси. Ивезай и Мараш Плуми Ивезай.